# Poppy.Computer
Poppy.Computer es el primer álbum de estudio de la cantante y personalidad de YouTube estadounidense Poppy. Fue lanzado el 6 de octubre de 2017, por medio de Mad Decent, siendo seguido de una gira por 34 ciudades y de 40 conciertos llamada Poppy.Computer Tour para la promoción del álbum.

## Antecedentes
Poppy.Computer fue escrita en Los Ángeles durante 2016 por Poppy y Titanic Sinclair, con la ayuda del compositor Simon Wilcox y Chris Greatti de Blame Candy. Casi al final del año, Poppy y Titanic fueron a Japón para trabajar con los productores en la grabación, y luego regresaron en la primavera de 2017 para terminarlo.
El 6 de mayo de 2017, Poppy confirmó en Twitter que su álbum debut estaba terminado. En el mismo tuit, Poppy también confirmó que habría una gira para promocionar el álbum y que ella sabe cuándo se lanzará el álbum. Cuando un fan le preguntó si podía lanzar el álbum ella misma, dijo: «Hay demasiada diversión que tener desde ahora hasta entonces». Después de ser entrevistada para un artículo con Wired, el sitio web filtró accidentalmente la fecha de lanzamiento del álbum de Poppy el 6 de octubre de 2017, que también es el aniversario de la creación del canal de YouTube de Poppy.
El 8 de septiembre de 2017, Poppy anunció oficialmente su próximo álbum en el video Poppy.Computer.
Un EP de remezclas sería lanzado por iTunes el 16 de marzo de 2018.

## Recepción
Neil Z. Yeung de AllMusic observaría una «inyección» de j-pop en las «venas de computadora» de Poppy, mencionando que el álbum resultó en una «parpadeante pieza de art pop que suena como sí Lady Gaga en su era The Fame conociera a Grimes o como sí Gwen Stefani en su era L.A.M.B fuera totalmente “Harajuku Girl”», también sugiriendo en «pensar en esto como la “Material Girl” para la época de Internet». El álbum además sería incluido por la revista Rolling Stone en el 18.o lugar de su lista de los mejores álbumes de pop de 2017, con Maura Johnson señalando que «agrega su voz aireada a un pop hiper-estilizado y rico en detalles», y añadiendo que «Poppy.Computer es un poco convencional recuento de una microcelebridad, las voces de hipo y la producción intrincada la ayudan limpiamente a evitar ese destino».

## Lista de canciones
Créditos adaptados de Tidal.

| N.º   | Título                     | Escritor(es)                                | Productor(es)  | Duración |  |
| 1.    | «I'm Poppy»                | Moriah Pereira, Corey Mixter, Ryosuke Sakai | Sakai          | 3:06     |  |
| 2.    | «Let's Make a Video»       | Pereira, Mixter, Masanori Takumi            | Sakai          | 2:52     |  |
| 3.    | «Bleach Blonde Baby»       | Pereira, Mixter, Simon Wilcox               | Sakai          | 3:29     |  |
| 4.    | «My Microphone»            | Pereira, Chris Greatti                      | Greatti, Sakai | 2:51     |  |
| 5.    | «Moshi Moshi»              | Pereira, Greatti                            | Sakai          | 3:41     |  |
| 6.    | «Computer Boy»             | Pereira, Greatti                            | Sakai          | 2:51     |  |
| 7.    | «My Style» (con Charlotte) | Pereira, Mixter, Wilcox                     | Mixter         | 2:37     |  |
| 8.    | «Fuzzy»                    | Pereira, Greatti                            | Sakai          | 2:50     |  |
| 9.    | «Interweb»                 | Pereira, Mixter, Wilcox                     | Mixter         | 3:49     |  |
| 10.   | «Software Upgrade»         | Pereira, Mixter, Wilcox                     | Sakai          | 3:26     |  |
| 11.   | «Pop Music»                | Pereira, Mixter, Wilcox                     | Mixter         | 2:45     |  |
| 34:17 |                            |                                             |                |          |  |

### Poppy.Remixes
El 16 de marzo de 2018, Mad Decent lanzó un EP de remix para su descarga digital en varias plataformas con remixes de las canciones seleccionadas del álbum. Créditos adaptados de Tidal.

| N.º   | Título                             | Escritor(es)            | Productor(es) | Duración |  |
| 1.    | «Interweb» (Nebbra Remix)          | Wilcox, Mixter, Pereira | Mixter        | 4:18     |  |
| 2.    | «Moshi Moshi» (Noboru Remix)       | Greatti, Pereira        | Sakai         | 3:39     |  |
| 3.    | «Moshi Moshi» (Mitch Murder Remix) | Greatti, Pereira        | Sakai         | 3:55     |  |
| 4.    | «Moshi Moshi» (Clarabell Remix)    | Greatti, Pereira        | Sakai         | 3:09     |  |
| 5.    | «Moshi Moshi» (YUTO Remix)         | Greatti, Pereira        | Sakai         | 4:23     |  |
| 19:24 |                                    |                         |               |          |  |

## Posicionamientos
| Lista (2017)                                  | Mejor posición |
| --------------------------------------------- | -------------- |
| Estados Unidos (Billboard Heatseekers Albums) | 11             |
| Estados Unidos (Billboard Independent Albums) | 33             |